# Allenbatrachus meridionalis
Allenbatrachus meridionalis är en fiskart som beskrevs av Greenfield och Smith 2004. Allenbatrachus meridionalis ingår i släktet Allenbatrachus och familjen paddfiskar. Inga underarter finns listade i Catalogue of Life.